# 스팅 (가수)
스팅(영어: Sting, CBE, 1951년 10월 2일 ~ )이라는 이름으로 알려진 고든 매슈 토머스 섬너(영어: Gordon Matthew Thomas Sumner)는 영국의 싱어송라이터이자 배우, 사회운동가이다. 1977년부터 폴리스의 주요 구성원으로서 명성을 얻었으며, 1984년에 솔로 데뷔, 현재까지 정규 음반을 발매하며 활동하고 있다.
스팅은 〈Englishman in New York〉, 〈Shape of My Heart〉 등 영화와 광고에 쓰인 여러 노래로도 한국에 잘 알려져 있다.
솔로 및 더 폴리스의 멤버로 활동하면서 스팅은 17개의 그래미상을 수상하였다. <Every Breath You Take>로 이 해의 곡 상을 수상하였고 1994년 최우스 영국 남성 아티스트, 2002년 공로상을 비롯하여 3개의 브리티시어워드를 수상하였고그 밖에 골든글로브, 에미 및 아카데미 최우수 오리지널 곡 부문에도 네 차례 후보로 올랐다. 2019년에 <Every Breath You Take>이 라디오 역사상 가장 많이 방송된 곡으로 선정되어 BMI 상을 받았다. 2002년 스팅은 영국 작곡가 및 작가 아카데미에서 주는 이보 노벨로 평생공로상을 수상했다. 2000년 할리우드 명예의 거리에 올랐으며, 2002년 작곡가 명예의 전당에 올랐다. 2003년에는 버킹햄궁에서 음악에 기여한 공로로 엘리자베스 2세로부터 CBE상을 받았으며 2014년 존 F. 케네디 센터 주관 공연예술 평생공로상(Kennedy Center Honors)을 받았고, 2017년 폴라음악상을 수상했다.

## 어린 시절
고든 매슈 토머스 섬너는 1951년 10월 2일 영국 노섬벌랜드주 월젠드에서 미용사인 오드리와 우유 배달부이자 엔지니어인 어니스트 매슈 섬너의 네 자녀 중 장남으로 출생했다. 자라나면서 가까이 있던 월센드의 조선소가 인상적이었다고 한다. 8살이나 10살 때 왕대비가 롤스 로이스를 타고 지나가면서 그에게 손을 흔들었던 것을 통해 그는 장래 조선소가 아닌 더 화려한 삶을 꿈꾸기 시작한다. 어린 시절 아버지의 우유 배달을 도왔고 10살 때 쯤에는 이민을 떠나는 아버지 친구가 남기고 간 낡은 클래식 기타에 완전 매료되었다.
타인의 뉴캐슬에 있는 세인트 커스버트 중등학교를 다녔고 크림이나 맨프레드 맨 등의 연주를 보기 위해 클럽 아고고 같은 나이트 클럽에 가기도 했다. 버스 차장, 건설 노동자, 국세청 직원 등의 일을 하다가 1971년에서 1974년까지 노던 카운티의 교육대학(현 노스엄브리아 대학)을 나와서 교사 자격을 얻고 크램링튼에 소재한 세인트 폴 초등학교에서 2년간 교편을 잡았다.
스팅은 대학시절과 교사로 재직하면서 틈틈이 저녁과 주말에 재즈를 연주했다. 피닉스 재즈맨, 뉴캐슬 빅 밴드, 라스트 엑시트 등과 함께 연주했었는데 피닉스 재즈맨과 함께 연주할 때 검은색과 노란색이 가로로 줄무늬를 이룬 스웨터를 입곤 하면서 별명을 얻게 되었다. 밴드리더였던 고든 솔로몬은 그가 벌 같아 보인다고 생각하고 (스팅은 "그들은 내가 말벌 같아 보인다고 생각했다"고 했다) "스팅"(벌이 쏜다는 의미)이라는 별명을 붙여주었다. 1985년 다큐멘터리 《Bring on the Night》에서 한 기자가 그를 고든이라고 부르자 그는 "내 아이들도 나를 스팅이라 부르고, 엄마도 나를 스팅이라고 부른다. 고든은 대체 누군가?"라고 대꾸했다. 2011년 타임지 기사를 보면 스팅은 "나는 고든이라고 불린 적이 없다. 길거리에서 누가 '고든!'이라고 외친다면 나는 그냥 아무일 없는 듯 가던 길을 갈 것이다"라고 했다.

## 음악 경력

### 1977–1986년:더 폴리스와 초기 솔로 활동
1977년 1월, 스팅은 뉴캐슬에서 런던으로 이주했고 거기서 스튜어트 코플랜드(Stewart Copeland)와 헨리 파도바니(Henry Padovani)를 만나(그는 곧 앤디 서머스(Andy Summers)로 교체된다) 더 폴리스를 결성한다. 1978년에서 1983년까지 그들은 다섯 개의 영국 차트 1위 앨범을 냈고 여섯 개의 그래미상을 수상했고 두 개의 브릿어워드(최우수 영국 그룹상과 음악공로상)를 받았다. 초기 사운드는 펑크에 영감을 받았으나 레게 록과 미니멀 팝으로 방향을 전환했다. 마지막 앨범인 《Synchronicity》는 1983년 이 해의 앨범상을 비롯하여 다섯 개의 그래미상 후보에 올랐었다. 이 앨범에는 더 폴리스의 최고 히트곡으로 스팅이 쓴 <Every Breath You Take>이 담겨있다.
"논리적으로는 '너 미쳤어? 지금 세계 최고의 밴드에 속해 있잖아, 그냥 이 악물고 참으면서 돈이나 긁어모으라고'라는 생각이 들지만 나의 내면에는 논리와 조언들과 반하는 느낌, 즉 이제 그만 두어야 한다는 소리가 계속 들려왔다. - 스팅, 1986년 밴드에서 탈퇴하며.
다큐멘터리 《Last Play at Shea》에 따르면 스팅은 1983년 8월 18일 뉴욕시의 셰이 스타디움에서 공연을 벌이는 무대 위에서 더 폴리스를 떠나기로 결심했다고 한다. 그곳에서의 공연은 그에게는 마치 에베레스트 산 정상과도 같이 느껴졌다고 한다. 사실상 공식적인 해체 절차는 없었지만 《Synchronicity》 이후 멤버들은 각자의 솔로 프로젝트를 하기로 동의했다. 그리고 나서 세월이 흐르면서 밴드 멤버들, 특히 스팅은 재결합에 대한 가능성을 묵살했었다. 하지만 2007년 밴드는 재결합하였고 세계 투어를 벌였다.
더 폴리스의 다섯 개의 정규 앨범 중 네 개가 롤링스톤지의 역대 최고의 앨범 500에 들어갔으며   <Every Breath You Take>과 <Roxanne> 두 곡은 롤링스톤지 역대 최고의 곡 500에 들어갔다. 또한 위의 두 곡은 록앤롤 명예의 전당이 선정한 록앤롤을 만든 500곡에도 들었다. 2003년 더 폴리스는 록앤롤 명예의 전당에 올랐다. 또한 롤링스톤지와 VH1 선정 역대 아티스트 100 리스트에도 각각 포함되었다.
1978년 스팅은 라디오 액터스(Radio Actors)라는 이름으로 호크윈드(Hwakwind)와 공(Gong) 멤버들과 함께 싱글 <Nuclear Waste>를 만들었다. 스팅은 첫 번째 솔로활동은 1981년 9월 런던의 드루리 레인 극장에서 열렸던 4차 엠네스티 후원공연인 "The Secret Policeman's Other Ball"이었는데 제작자였던 마틴 루이스의 초청으로 4일 밤 모두 출연하여 <Roxanne>과 <Message in a Bottle>을 솔로 버전으로 불렀다. 또한 "시크릿 폴리스"라고 이름지은 올스타 밴드를 이끌며 자신이 편곡한 밥 딜런(Bob Dylan)의 곡 〈I Shall Be Released>를 연주했다. 올스타 밴드는 에릭 클랩튼(Eric Clapton), 제프 벡(Jeff Beck), 필 콜린스(Phil Collins), 밥 겔도프(Bob Geldof), 밋지 유르(James Ure)로 구성되었는데 이들은 후에 제프 벡을 제외하고는 모두 이후 라이브 에이드에도 참여했다. 스팅의 이 공연은 앨범과 비디오에 담겼다. "The Secret Policeman's Other Ball"을 통해 스팅은 점차 더 많은 정치와 사회 활동의 참여를 늘려간다. 1982년에는 데니스 포터가 감독한 영화 《이중침입》에 삽입된 솔로 싱글 <Spread a Little Happiness>를 발표했다. 이 곡은 1920년대 비비안 엘리스의 뮤지컬 《미스터 신더스》를 재해석한 것으로 영국에서 톱 20 히트곡에 들었다.

### 1985-1989년: 솔로 데뷔

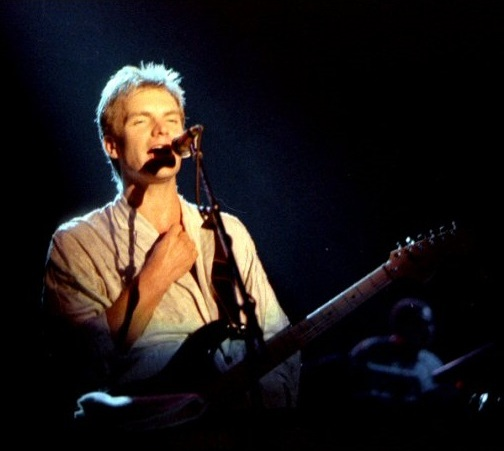
1985년, 노르웨이에서 공연 중인 스팅

1985년 스팅의 첫 솔로 앨범 《The Dream of the Blue Turtles》에는 케니 커크랜드(Kenny Kirkland), 대릴 존스(Darryl Jones), 오마르 하킴(Omar Hakim) 브랜포드 마살리스(Branford Marsalis) 같은 재즈 뮤지션들이 참여했고 <If You Love Somebody Set Them Free>, <Fortress Around Your Heart>, <Love Is the Seventh Wave>, <Russians>과 같은 히트 싱글들을 내었다. <Russians>는 프로코피에프의 <키제 중위 모음곡>의 주제 멜로디에 기초한 곡이었다. 1년 사이 이 앨범은 트리플 플래티넘 앨범이 되었고 그래미상 이 해의 앨범, 최우수 남성 팝 보컬, 최우수 재즈 연주곡, 최우수 녹음 엔지니어링 부문에 후보로 올랐다.
1985년, 다이어 스트레이츠(Dire Straits)의 히트곡 <Money for Nothing>에서 스팅은 "I Want My MTV" 부분을 불렀다. 1984년 11월에는 에티오피아 기근 피해자들을 위한 기금 모금을 위한 밴드 에이드의 곡 <Do They Know It's Christmas?>에 참여했고  런던 웸블리 스타디움에서 열렸던 라이브 에이드 콘서트에서 더 폴리스의 히트곡들을 불렀으며 다이어 스트레이츠의 <Money for Nothing>에도 함께 했고 필 콜린스와 듀엣을 했다. 1985년 스팅은 마일스 데이비스(Miles Davis)의 앨범 《You're Under Arrest》에서 불어를 하는 경찰 역의 대사 녹음으로 참여했다. 또한 아카디아(Arcadia)의 싱글 <The Promise>와 필 콜린스의 앨범 《No Jacket Required》에서 두 곡에 백보컬을 해주었고 할 윌너(Hal Willner)가 제작한 헌정앨범 <<Lost in the Stars: The Music of Kurt Weill>>에서 <Mack the Knife>로 참여했다. 1985년 뉴욕의 라디오 시티 뮤직홀에서 열렸던 MTV 비디오뮤직 어워드에서 스팅은 <If You Love Somebody Set Them Free>를 불렀다. 1985년 마이클 앱티드(Michael Apted)가 제작한 다큐멘터리 《Bring on the Night》에는 스팅의 솔로 프로젝트 밴드가 구성되는 이야기와 프랑스에서 가졌던 그들의 첫 공연이 담겨졌다.[39]

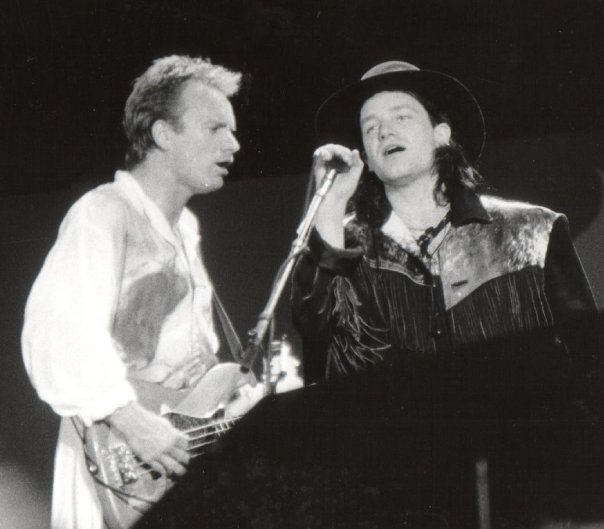
1986년, 스팅과 보노가 미국 뉴저지에서 열린 "희망의 음모론" 공연에 함께 하고 있다.

스팅은 1987년 《...Nothing Like the Sun》 앨범을 발표했는데 싱글 <We'll Be Together>, <Fragile>, <Englishman in New York>, 그리고 당시 세상을 떠난 어머니에게 바치는 곡 <Be Still My Beating Heart>들이 담겼다. 이 앨범은 더블 플래티넘을 달성했다. <The Secret Marriage>라는 곡은 한스 아이슬러(Hanns Eisler)로부터 차용했고, <Englishman in New York>은 쿠엔틴 크리스프(Quentin Crisp)에 관한 곡이며 앨범 제목은 윌리엄 세익스피어의 소네트 130번에서 따온 것이다. 이 앨범은 1988년 브릿 어워드에서 최우수 영국 앨범상을 받았고 1989년 그래미 어워드에서는 지난 해에 이어 '이 해의 앨범'과 <Be Still My Beating Heart>로 '이 해의 곡'에 그리고 최우수 팝 보컬 부문에 후보로 올랐다. 1989년 《...Nothing Like the Sun》은 롤링스톤지에서 선정한 1980년대 100대 앨범 중 90위에, 더 폴리스 시절의 앨범인 《Synchronicity》는 17위에 각각 선정되었다.
1988년 2월 스팅은 Sun 앨범의 다섯 곡을 스페인어와 포르투갈어로 부른 앨범 《Nada como el sol》을 냈다. 1987년에는 재즈 편곡자인 길 에반스(Gil Evans)는 스팅의 곡들을 가지고 빅밴드 편곡의 라이브 앨범 작업을 했고 프랭크 자파(Frank Zappa)의 1988년  《Broadway the Hard Way》에서 올리버 넬슨(Oliver Nelson)의 <Stolen Moments>에 이어지는 <Murder By Numbers>로 참여했고 이를 전도자 지미 스웨거트(Jimmy Swaggart)에게 헌정했다. 1988년 8월에는 이고르 스트라빈스키의 <병사 이야기>를 켄트 나가노(Kent Nagano)가 지휘하는 런던 신포니에타와 함께 녹음했다. 스팅이 병사역을 맡았고 바네사 레드그레이브(Vanessa Redgrave)와 이안 맥켈렌(Ian McKellen)이 참여했다.

### 1990-1997년: 성공적인 솔로 활동
1991년 앨범 《The Soul Cages》는 돌아가신 그의 아버지에게 헌정되었고 그래미 어워드를 받은 타이틀곡 <All This Time>이 들어있다. 이 앨범은 플래티넘을 달성했다. 이탈리아 버전의 <Mad About You>도 포함되었는데 가사는 스팅의 친구인 주체로 포르나치아리(Zucchero Fornaciari)가 썼다. 이듬해 스팅은 트루디 스타일러(Trudie Styler)와 결혼했고 노스엄브리아 대학교에서 명예 음악 박사학위를 수여했다. 1991년에는 엘튼 존(Elton John)과 버니 토핀(Bernie Taupin)의 곡들을 여러 유명 아티스트들이 리메이크한 앨범 《Two Rooms: Celebrating the Songs of Elton John and Bernie Taupin>>에 참여했다.
"영국에 있는 우리 집은 보리밭으로 둘러싸여 있고 여름이면 그 빛나는 표면 위로 바람이 휩쓸고 지나가면 마치 금으로 만든 바다에 물결이 치는 것 같은 황홀한 장면이 펼쳐진다. 그 장면은 뭔가 근원적인 섹시함을 보여준다. 마치 바람이 보리밭과 사랑을 나누는 것 같은 뭔가 원시적인 것이 느껴진다. 분명 연인들이 이곳에서 많은 약속들을 나누었을 것이다. 그들의 유대는 계절이 돌고 돌면서 더욱 깊어졌을 것이다."
《Ten Summoner's Tales》은 1993년 영국과 미국 앨범 차트에서 2위까지 올랐고 1년 내에 트리플 플래티넘을 달성했다. 이 앨범은 윌트샤이어의 엘리자베스 1세 시대 시골 별장인 레이크 하우스에서 녹음했고 1993년 머큐리 프라이즈와 1994년 그래미 어워드 '이 해의 앨범' 후보에 올랐다. 앨범 제목은 스팅의 본래 성인 섬너(Sumner)와 제프리 초서의 <캔터베리 이야기>에 수록된 "서머너스 이야기(The Summoner's Tale)"에서 따온 것이다. 싱글로 나온 "Fields of Gold"는 그의 윌트샤이어 집 옆에 펼쳐진 보리밭에서 영감을 받았고 "If I Ever Lose My Faith in You"는 36회 그래미 어워드에서 스팅에서 두 번째 '최우수 남성 팝 싱어' 상을 안겨주었다.
1993년 5월, 스팅은 더 폴리스 시절 앨범인 《Ghost in the Machine》에 수록된 <Demolition Man>을 영화 《데몰리션맨》 삽입을 위해 리메이크해서 녹음했고 또 영화 《삼총사》의 주제곡인 <All for Love>를 브라이언 아담스(Bryan Adams)와 로드 스튜어트(Rod Stewart)와 함께 불렀다. 이 곡은 미국 차트 톱에서 3주간 머물렀으며 여러 다른 국가에서도 1위에 차지했으며 영국에서는 2위까지 올라갔다. 2월에는 두 개의 그래미 어워드를 수상하였고 세 부문에 후보로 올랐다. 5월에는 버클리 음대에서 그에게 명예 음악박사 학위를 수여했다. 11월에 발매한 히트 모음집인 《Fields of Gold: The Best of Sting》은 더블 플래티넘 앨범이 되었다. 그 해에 스팅은 바네사 윌리엄스(Vanessa Williams)와 함께 그녀의 앨범 《The Sweetest Days》에 들어간 <Sister Moon>을 불렀다. 1994년 런던에서 열린 브릿 어워드에서 스팅은 최우수 영국 남성상을 수상했다.
1996년 발매된 앨범 《Mercury Falling》은 싱글 <Let Your Soul Be Your Pilot>이 인기를 끌며 등장했는데 차트에서는 탈락했다. 같은 해 두 개의 싱글로 톱 40에 들었는데 하나는 <You Still Touch Me>였고 다른 하나는 <I'm So Happy I Can't Stop Crying>인데, 이 곡은 1997년 토비 키츠(Toby Keith)가 컨츄리로 편곡하여 히트하게 된다. 스팅은 디즈니 영화 《Kingdom of the Sun》음악을 녹음했는데 이 영화는 나중에 《쿠스코? 쿠스코!》로 재작업되었다. 그러면서 몇 곡이 영화에 들어가지 않게 되었다. 이 영화가 중단되고 구성이 바뀌는 과정 등을 스팅의 아내인 트루디 스타일러가 다큐멘터리로 촬영하기도 했다. 1996년 스팅은 티나 터너(Tina Turner)의 《Wildest Dreams》 앨범에 들어갈 싱글 <On Silent Wings>에 노래로 함께 했고 같은 해에 레드 핫 단체에서 제작한 에이즈 치유를 위한 자선 앨범 《Red Hot + Rio》에서 브라질 작곡가이자 음악가인 톰 조빔(Tom Jobim)과 함께 <How Insensitive>를 불렀고 그리스 가수 조지 달라라스(George Dalaras)와 함께 아테네에서 공연하기도 했다. 1995년 리메이크한 영화 《사브리나》 삽입곡으로 알란 버그만, 매릴린 버그만, 존 윌리암스가 만든 <Moonlight>은 스팅에게는 드문 재즈곡으로 1997년 그래미 어워드에서 '최우수 TV/영화 삽입곡' 후보에 올랐다. 1997년 9월 4일 스팅은 1997년 MTV 비디오 뮤직 어워드에서 퍼프 대디(Puff Daddy)와 함께 노토리우스(Notorious) B.I.G.에게 헌정하는 <I'll Be Missing You>를 불렀다. 1997년 9월 15일 스팅은 런던 로얄 알버트 홀에서 열린 뮤직 포 몬트세라트 콘서트에 출연하여 폴 매카트니, 엘튼 존, 에릭 클랩튼, 필 콜린스, 마크 노플러와 함께 공연했다.

### 1998–2004년: 《Brand New Day》와 사운드트랙 작업

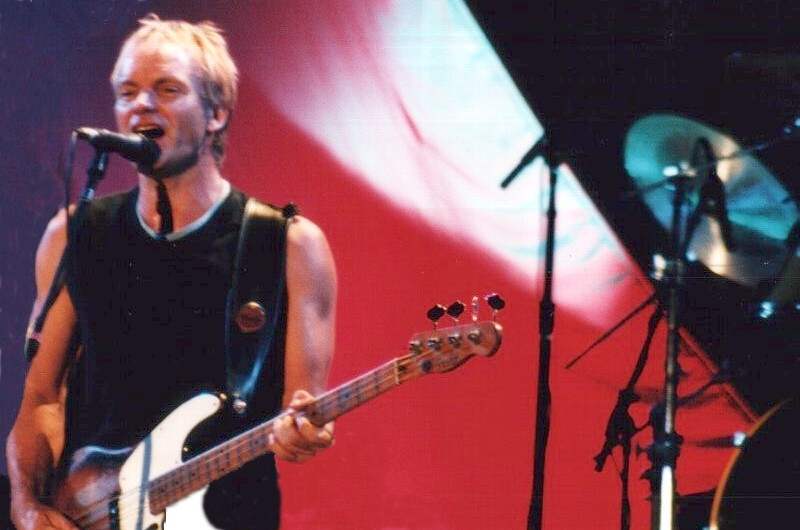
2000년 1월, 부다페스트에서 공연 중인 스팅

《쿠스코? 쿠스코!》 사운드트랙이 영화의 이전 버전을 위한 곡, <Rascal Flatts>과 <Shawn Colvin>과 함께 발매되었다. 영화 홍보를 위해 사용된 싱글 <My Funny Friend and Me>로 스팅은 처음으로 아카데미상 최우수 곡에 후보로 오르게 된다. 1999년 9월에 발매된 앨범 《Brand New Day》에는 톱 40에 오른 싱글 <Brand New Day>와 <Desert Rose>가 담겨 있다. 2000년 앨범과 타이틀곡으로 그래미 어워드에서 수상했고 행사에서 <Desert Rose>를 작업에 참여했던 체브 마미와 함께 공연했다. 이 앨범은 2001년 1월에 트리플 플래티넘을 달성했다.
2001년 2월 스팅은 《A Love Affair: The Music Of Ivan Lins》에 담긴 <She Walks This Earth (Soberana Rosa)>로 또 하나의 그래미 상을 수상했고 <After the Rain Has Fallen>은 톱 40에 들었다. 그의 다음 프로젝트는 필리네발다르노에 있는 그의 빌라 저택에서의 라이브 앨범으로 CD와 DVD로 발매되었고 인터넷을 통해 방영되었다. 《On Such a Night》이라는 제목의 이 CD와 DVD에는 <Roxanne>이나 <If You Love Somebody Set Them Free" 같이 스팅이 좋아하는 곡들이 리메이크되어 담겼다. 2001년 9월 11일에 예정되었던 공연은 미국에서 9/11 테러가 벌어지면서 차질이 왔다. 웹캐스트는 한 곡 이후 중단되었고 (리메이크한 <Fragile>이었다) 이후 스팅은 관객들에게 공연을 계속할 것인지에 대해 물어본다. 공연은 계속할 것으로 결정되었고 이 앨범과 DVD는 11월에 <... All This Time>이라는 제목으로 "그날 목숨을 잃을 모든 이들을 위해"라며 테러 희생자들에게 헌정되었다. 2002년 미국 유타주 솔트레이크시티에서 열린 동계 올림픽에서 스팅은 요요마, 그리고 몰몬 타버나클 콰이어와 함께 개막식에서 공연을 펼쳤다.
2002년 스팅은 직접 쓰고 노래한 《케이트 & 레오폴드》영화 삽입곡 <Until...>로 골든글로브상을 받았고 두 번째 아카데미상 최우수 곡 후보에 올랐다. 2002년 2월 브릿 어워드에서 스탕은 음악공로상을, 5월에는 영국 작곡가/작가 아카데미에서 주는 아이버 노벨로 어워드 평생 공로상을 받았고 6월에 작곡가 명예에 전당에 헌정되었다. 2003년 여왕탄신일을 기해 스팅에게 음악 산업에 기여한 공로로 대영제국 훈작사가 수여되었다. 9월에 열린 54회 프라임타임 에미 어워드에서 A&E 스페샬로 방영된 《Sting in Tuscany... All This Time》으로 버라이어티쇼/음악 프로그램 부문 탁월한 개인 공연 에미상을 받았다.
2003년 스팅은 힙합 가수 메리 J. 블라이즈(Mary J. Blige), 시타 연주자인 아노우쉬카 샹카(Anoushka Shankar)와 콜라보로 만든 앨범《Sacred Love》를 발매했다. 스팅와 블라이즈는 듀엣곡 <Whenever I Say Your Name>으로 그래미상을 수상했다. 이 곡은 요한 세바스찬 바흐의 빌헬름 프리더만 바흐를 위한 클라비에르뷔클레인 모음집의 프라암불룸 1 C장조 (BWV 924)를 기반으로 했는데 스팅은 이에 대해 많이 언급하지는 않았다. 이 앨범에서는 지난 앨범들과 같은 히트 싱글은 나오지 않았다. 2004년 스팅은 앨리슨 크라우스(Alison Krauss)와 듀엣으로 부른 《콜드 마운틴》 영화 삽입곡 <You Will Be My Ain True Love>로 세 번째 아카데미 최우수 곡 후보에 올랐다. 이 둘은 76회 아카데미 시상식에서 이 곡을 함께 불렀다.
스팅의 자서전 《Broken Music》이 같은 해 10월에 출간되었다. Sacred Love 투어는 2004년 애니 레녹스(Annie Lennox)와의 공연을 필두로 시작되었다. 또 Broken Music 투어도 벌였는데 2005년 3월 28일에 로스 엔젤레스에서 시작하여 4인조 밴드로 작은 공연장을 돌며 5월 14일에 마쳤다.

### 2006-2010년: 실험앨범과 폴리스 재결합

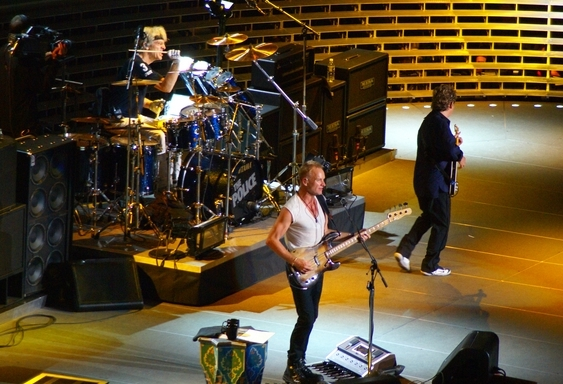
2007년 8월 1일, 뉴욕 매디슨 스퀘어 가든에서 스팅과 폴리스

2006년 스팅은 그렉 코피 브라운의 앨범에 <Lullaby to an anxious Child>라는 곡으로 참여했다. 제작과 편곡은 니콜로시 프로덕션의 리노 니콜로시와 피노 니콜로시가 맡았다.
2006년 10월 스팅은 영국 엘리자베스 시대의 작곡가인 존 도우랜드(John Dowland)의 음악으로 류트 연주자인 에딘 카라마조프(Edin Karamazov)와 함께 만든 앨범 《Songs from the Labyrinth》를 발표했다. 스팅의 영국 르네상스 시대의 작곡가의 음악의 재해석과 카라마조프와의 협업은 클래식 음악계에도 주목을 받았다. 앨범 홍보를 위해 스팅은 '스튜디오 60'의 다섯 번째 에피소드에 출연하여 도우랜드의 곡 <Come Again>의 일부와 두 대의 고대 류트에 맞춘 편곡으로 <Fields of Gold>를 불렀다.
2007년 2월 11일, 스팅은 폴리스와 재결합하여 2007년 그래미 어워드에서 <Roxanne>을 불렀고 폴리스 재결합 투어에 대한 소식을 전했다. 첫 번째 공연 밴쿠버에서 2007년 5월 28일에 열렸고 22,000명의 팬들이 찾았다. 폴리스 투어는 북미에서 시작되어 유럽, 남미, 호주, 뉴질랜드, 일본을 거쳐 1년 이상 지속되었다. 영국 공연에서는 30분만에 표가 매진되었고 2007년 9월 8-9일 이틀 저녁에 걸쳐 트위크넘 스타디움에서 공연했다. 마지막 공연은 2008년 8월 7일 뉴욕의 매디슨 스퀘어 가든에서였고 세 딸이 함께 출연했다. 토론토의 다큐멘터리 제작자인 바네사 딜린(Vanessa Dylyn)의 《음악뇌(Musical Brain)》에 출연한 신경 과학자 다니엘 레비틴(Daniel Levitin)은 이 영화 관련하여 스팅에게 접촉했다. 스팅은 여러 음악을 틀어놓고 자신의 뇌를 스캔한다는 것에 흥미를 느꼈다. 2009년 1월 20일 열렸던 버락 오바마 대통령 취임식을 기념하는 열 개의 축하 공연 중 하나인 이웃무도회에 스팅이 초청되어 마지막 곡으로 <Brand New Day>를 불렀고 스티비 원더(Stevie Wonder)가 하모니카로 함께 했다.
2009년 2월 초 스팅은 새 앨범 《If on a Winter's Night...》  녹음을 위해 스튜디오 작업에 들어갔고 같은 해 10월에 앨범이 발매되었다. 발매 전 홍보용 복제본을 들은 이들의 반응은 엇갈렸고 얼마는 스팅의 예술적 방향성에 의문을 제기하기도 했다. 2009년 스팅은 록앤롤 명예의 전당 25주년 공연에 출연하여 <Higher Ground>, 스티비 원더와 <Roxanne>, 제프 백(Jeff Beck)과 <People Get Ready>를 불렀다. 스팅은 이미 2003년에 폴리스 멤버로서 통해서 록앤롤 명예의 전당에 헌정된 바 있다.
2009년 10월 스팅은 우즈베키스탄의 타쉬켄트에서 우즈베키스탄 파운데이션의 문화와 예술 포럼에서 주최한 공연에 참여했다. 그는 공연이 유니세프에서 주최한 것으로 알았다고 했으나 언론에서는 우즈벡의 대통령인 이슬람 카리모프에게 공연의 댓가로 1-2백만 파운드를 받았다면서 비판을 가했다. 카리모프는 유엔과 앰네스티에서 인권 문제로 비난을 받은 바 있으며 유니세프는 그 공연이 자신들과는 아무 연관이 없음을 밝혔다.

### 2010-2016년: 《The Last Ship》, 그리고 폴 사이먼, 피터 가브리엘과의 합동 투어

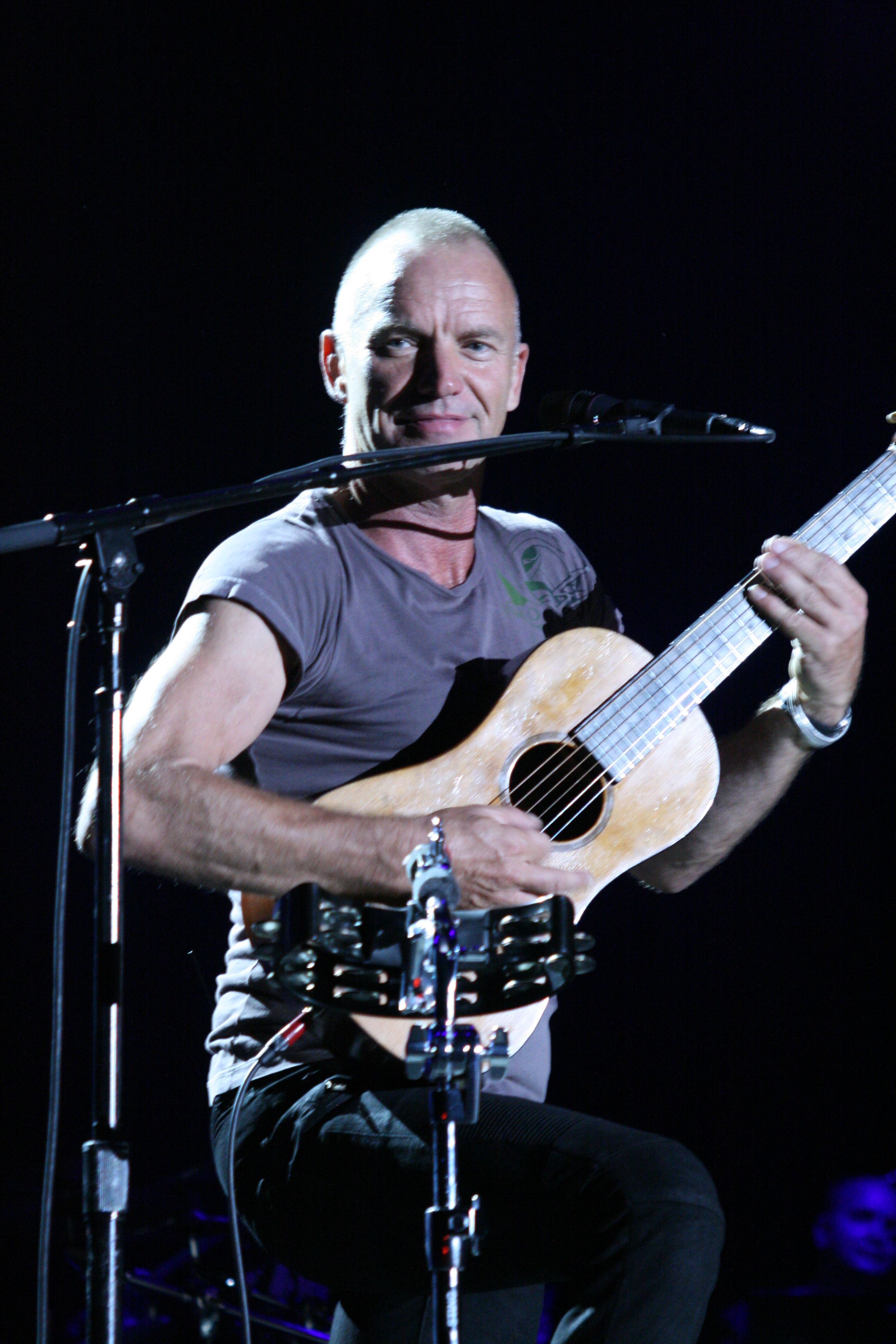
2011년 6월 30일 부다페스트에서 공연하는 스팅

2010-2011년 스팅은 심포니시티 투어를 이어가며 한국, 일본, 호주, 뉴질랜드, 남미, 유럽을 방문했다. 2011년 후반기에는 백투베이스 투어를 시작하여 2013년까지 띠엄띠엄 이어갔다. 2010년 10월 스팅은 네덜란드의 아른헴에서 열린 심포니카 인 로소를 위한 두 개의 공연에 참여했다.
2011년 타임지는 스팅을 세계에서 가장 영향력 있는 100인 중 하나로 선정했다. 4월 26일에는 뉴욕시에서 열린 타임지 100주년 갈라에서 <Every Breath You Take>, <Roxanne>, <Desert Rose>를 불렀다.
스팅은 니콜 세르진저(Nicole Scherzinger)와 함께 <Power's Out>이라는 곡을 녹음했는데 이 곡은 원래 2007년에 녹음하여 세르진저의 앨범 《Her Name is Nicole》에 삽입하려던 것이었는데 불발되었다가 결국 2011년 세르진저의 데뷔 앨범 《Killer Love》에 들어갔다. 스팅은 《글리(Glee)》의 배우이자 가수인 매슈 모리슨(Matthew Morrison)과 함께 새로운 버전의 <Let Your Soul Be Your Pilot>을 녹음했고 이는 2011년 모리슨의 데뷔 앨범에 포함되었다. 2011년 9월 15일 9/11 월드 트레이드 센터 공격으로 인해 사망한 금융가이자 독지가였던 그의 친구 허먼 샌들러(Herman Sandler)를 기리며 뉴욕 92가의 Y에서 열린 행사에서 <Fragile>을 불렀다.
월센드 지역의 조선소와 자신의 어린 시절 경험을 담은 뮤지컬 《The Last Ship》을 스팅은 수년간 작업했다. 1980년대 뉴캐슬의 영국 조선업에 대한 이야기로 2014년 6월 시카고에서 초연하고 가을에 브로드웨이로 진출했다. 이 뮤지컬에 영감을 얻은 스팅의 11번째 정규앨범인 《The Last Ship》은 2013년 9월 24일 발매되었다. 이 앨범에는 AC/DC의 보컬인 브라이언 존슨(Brian Johnson)을 비롯한 영국 북동부 출신의 음악인들이 게스트로 참여했다.

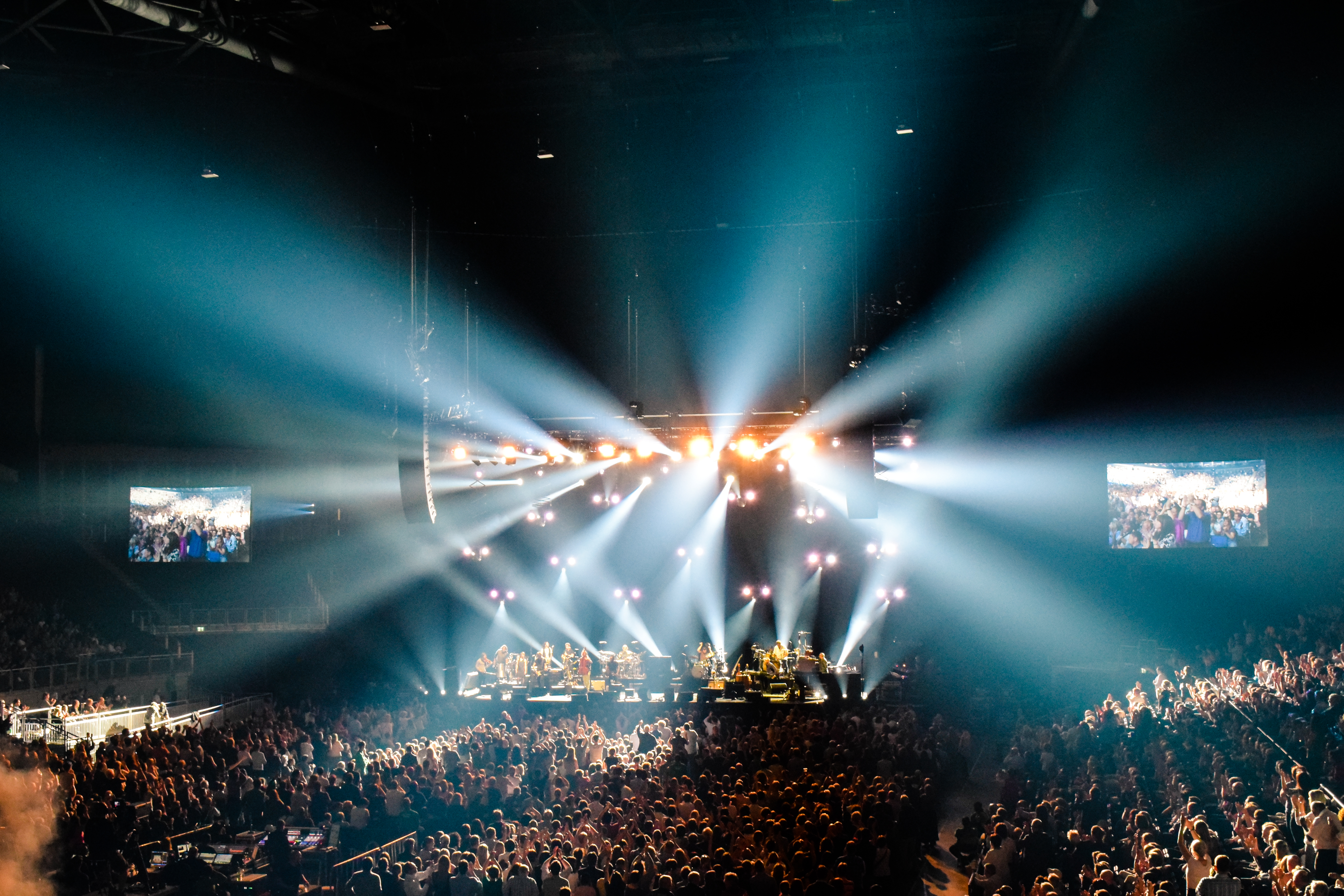
2015년 4월, 스팅과 폴 사이먼이 O2 경기장에서 노래하고 있다.

2014년 2월 스팅은 폴 사이먼(Paul Simon)과 함께 "온 스테이지 투게더" 조인트 투어를 북미 21개 지역에서 가졌다. 투어는 2015년 초까지 계속되며 호주와 뉴질랜드에서도 10차례, 유럽에서 23개의 공연을 이어가며 2015년 4월 18일에 마감되었다. 2015년 6월 26일, 노르웨이 베르겐의 "베르겐 콜링 페스티발"을 시작으로 스팅은 21일간에 걸친 2015년 솔로 유럽 투어를 벌여 노르웨이, 덴마크, 프랑스, 독일, 스페인, 포르투갈, 이탈리아, 스웨덴에서 공연을 가졌다.
2015년 8월 28일 프랑스 가수인 밀렌 파르메르(Mylène Farmer)와 함께 듀엣으로 부른 <Stolen Car>가 발매되었다. 이 곡은 스팅의 2003년 발매된 7번째 정규 앨범 《Sacred Love》에 들어있었는데 파르메르의 10번째 정규 앨범 《Interstellaires》의 첫 번째 싱글이 되었다. 발매되자마자 프랑스 아이튠즈 뮤직 다운로드 순위 1위에 올랐고 후에 프랑스 싱글 차트에서도 1위에 오르면서 프랑스에서 1위를 차지한 첫 번째 스팅의 곡이 되었다.
2016년 1월 19일 스팅은 19일간의 피터 가브리엘(Peter Gabriel)과 함께하는 "Rock Paper Scissors"라는 북미 조인트 콘서트를 가진다고 발표했다.

### 2016년-현재: 《57th & 9th》, 《44/876》, 《My Songs》
2016년 7월 18일 오랫 만에 스팅이 록 앨범을 만든다고 밝혔고 11월 11일에 앨범《57th & 9th》가 발매되었다. 앨범 제목은 녹음을 위해 매일같이 다니던 뉴욕시의 스튜디오에 가는 길에 있는 교차로 이름이다. 오랫동안 밴드 활동을 같이 해온 비니 콜라이우타(Vinnie Colaiuta)와 도미닉 밀러(Dominic Miller), 그리고 제리 푸엔테스(Jerry Fuentes) 그리고 라스트 반돌레로스(Last Bandoleros)의 디에고 나바이라(Diego Navaira)가 참여했고 스팅의 매니저인 마틴 키에르젠바움(Martin Kierszenbaum)이 제작했다.
2016년 11월 9일 스팅은 뉴욕시 맨하탄의 어빙 플라자에서 "《57th & 9th》 아이하트라이도 앨범 발매 파티"를 열어 두 차례 공연하였고 스팅 팬클럽 멤버들만을 초대해 밤에 쇼를 열었다.

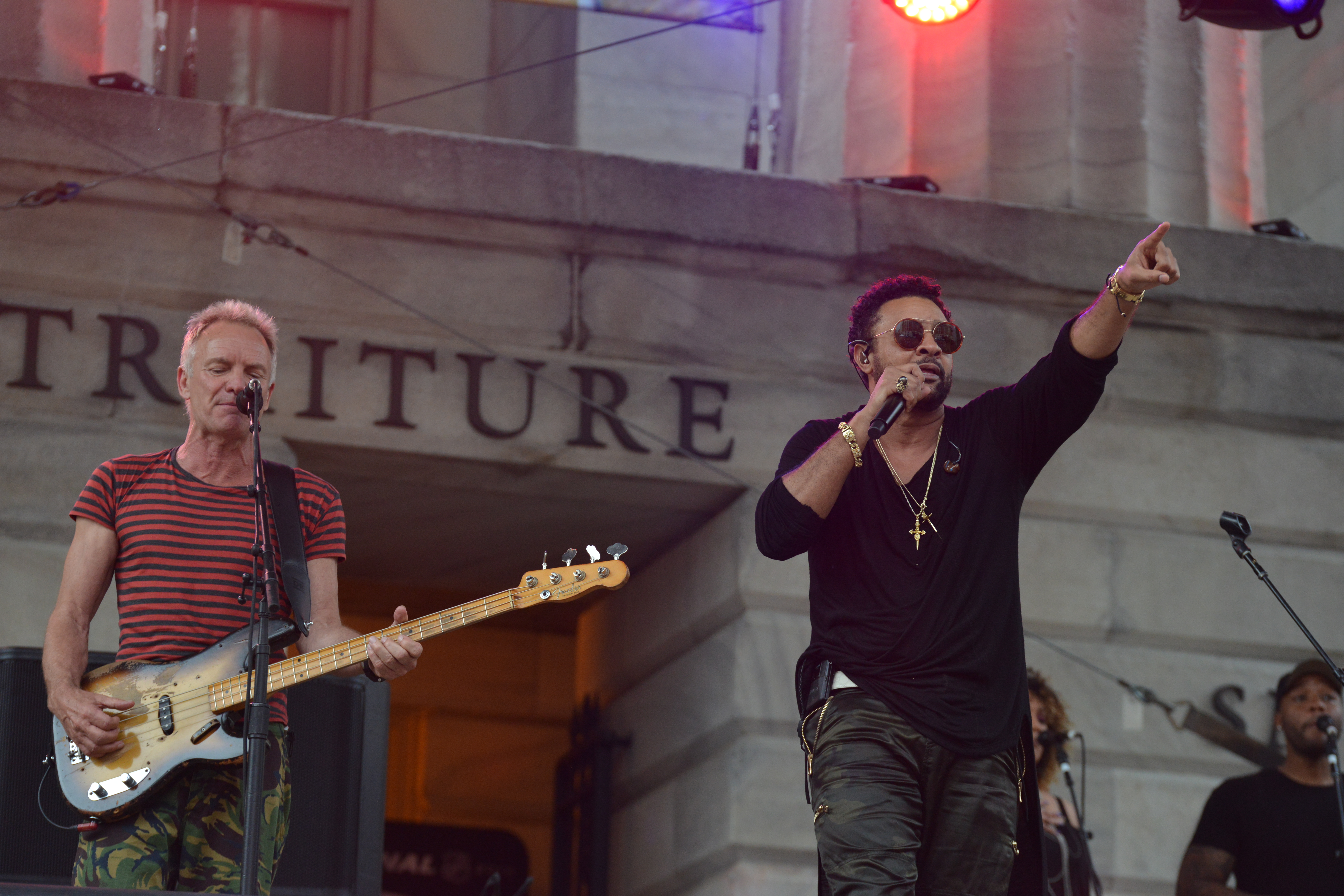
스팅(왼쪽)이 쉐기(Shaggy, 오른쪽)와 함께 2018년 캐피탈스 플레이오프 콘서트를 하고 있다.

2016년 11월 4일, 프랑스 파리의 바타클랑 극장측에서는 테러 공격 1년 후 다시 문을 열면서 스팅 초청공연이 11월 12일 열린다고 발표했다. 도미닉 밀러(기타), 비니 콜라이우타(드럼), 루퍼스 밀러(기타)와 함께 스팅은 《57th & 9th》 앨범에 수록된 7곡을 불렀다. 폴리스의 전 기타리스트였던 프랑스 출신 헨리 파도바니(Henry Padovani)가 앵콜 곡 <Next to You>에 함께 했다.
57th & 9th 월드 투어는 특별 게스트 조 섬너(Joe Sumner)와 라스트 반돌레로스(Last Bandoleros)와 함께 캐나다 서남부 브리티시 콜럼비아주 밴쿠버의 코모도어 볼룸에서 2017년 2월 1일 시작되어 10월까지 이어졌다.
스팅은 2017년 폴라 뮤직 프라이즈를 공동 수상했다. 위원회에서는 "작곡가로서 스팅은 클래식 팝을 고도의 기교가 담긴 음악성과 결합하였고 전세계, 모든 장르에 열려 있는 음악을 만들어 냈다"고 평했다. 2018년에는 허드슨 리버 스쿨 아티스트인 토마스 콜(Thomas Cole)을 기리는 메트로폴리탄 미술관에서의 음악과 스토리텔링 공연 일정이 있었다.
2018년 2월 7일, 스팅은 이탈리아 산레모 뮤직 페스티벌에 특별 게스트로 초청되어 <Mad About You>의 이탈리아 버전으로 그의 친구이자 동료인 주체로 포르나시아니가 가사를 쓴 <Muoio per te>, 그리고 쉐기와 함께 <Don't Make Me Wait>을 불렀다. 스팅과 쉐기의 듀오로서의 첫 정규 앨범인 《44/876》이 2018년 4월에 발매되었다.
스팅의 열 네 번째 앨범 《My Songs》는 2019년 5월 24일 출시되었는데 솔로 시절과 폴리스 시절의 14곡을 재녹음한 버전이 담겼다. 앨범 홍보를 위한 "My Songs" 월드 투어는 파리의 라 센 미지칼에서 2019년 5월 28일 시작되어 9월 2일 뉴멕시코의 타오스에 있는 키트 카슨 파크에서 마감되었다. 투어는 2020년 5월 22일 네바다 라스베가스의 시저 팰리스에서 시작되어 16 차례의 공연을 거쳐 9월 2일에 마감된다.

## 음반 목록

### 정규
- 《The Dream of the Blue Turtles》 (1985)
- 《...Nothing Like the Sun》 (1987)
- 《The Soul Cages》 (1991)
- 《Ten Summoner's Tales》 (1993)
- 《Mercury Falling》 (1996)
- 《Brand New Day》 (1999)
- 《Sacred Love》 (2003)
- 《Songs from the Labyrinth 》 (2006)
- 《If on a Winter's Night...》 (2009)
- 《Symphonicities》 (2010)
- 《The Last Ship》 (2013)
- 《57th & 9th》 (2016)
- 《44/876》 (2018) - 섀기와의 협업 음반
- 《My Songs》 (2019)
- 《The Bridge》 (2021)

## 영상 목록

### 영화
- 콰드로페니아 (1979)
- 그레이트 록 앤 스윈들 (1980)
- 듄 (1984)
- 플렌티 (1985)
- 프랑켄슈타인의 신부 (1985)
- 줄리아 줄리아 (1987)
- 바론의 대모험 (1988)
- 폭풍의 월요일 (1988)
- 록 스탁 앤 투 스모킹 배럴즈 (1998)
- 꿀벌 대소동 (2007) - 본인 역 (애니메이션)
- 브루노 (2009) - 본인 역
- 2012: 타임 포 체인지 (2010) - 본인 (다큐멘터리)
- 스타로부터 스무 발자국 (2012) - 본인 (다큐멘터리)
- 쥬랜더 리턴즈 (2016) - 본인 역

### 텔레비전
- 새터데이 나이트 라이브 (1991) - 사회 외 여러 역
- 심슨 가족 (1992) - 본인 역 (애니메이션)
- 앨리의 사랑 만들기 (2001) - 본인 역
- 스튜디오 60 (2006) - 본인 역
- 마이클 J. 폭스 쇼 (2013) - 본인 역
- 아파트 이웃들이 수상해 (2021) - 본인 역

## 상훈

### 음악상
- 그래미상 총 16회 수상[106]

### 서훈
- 2003년 대영 제국 훈장 3등급(CBE) 수훈[107]

### 명예 학위
- 1991년 노스엄브리아 대학교 명예 박사
- 1994년 버클리 음악 대학교 명예 박사[108]